# (200040) 2007 RR162
(200040) 2007 RR162 es un asteroide perteneciente al cinturón exterior de asteroides, descubierto el 10 de septiembre de 2007 por el equipo del Spacewatch desde el Observatorio Nacional de Kitt Peak, Arizona, Estados Unidos.

## Designación y nombre
Designado provisionalmente como 2007 RR162.

## Características orbitales
2007 RR162 está situado a una distancia media del Sol de 3,952 ua, pudiendo alejarse hasta 4,435 ua y acercarse hasta 3,470 ua. Su excentricidad es 0,122 y la inclinación orbital 12,09 grados. Emplea 2870,23 días en completar una órbita alrededor del Sol.

## Características físicas
La magnitud absoluta de 2007 RR162 es 14,6. Tiene 7583 km de diámetro y su albedo se estima en 0,044.